# Tvåtjärnarna (Ströms socken, Jämtland, 713410-145774)
Tvåtjärnarna är en sjö i Strömsunds kommun i Jämtland och ingår i Ångermanälvens huvudavrinningsområde.